# Thomas Häßler

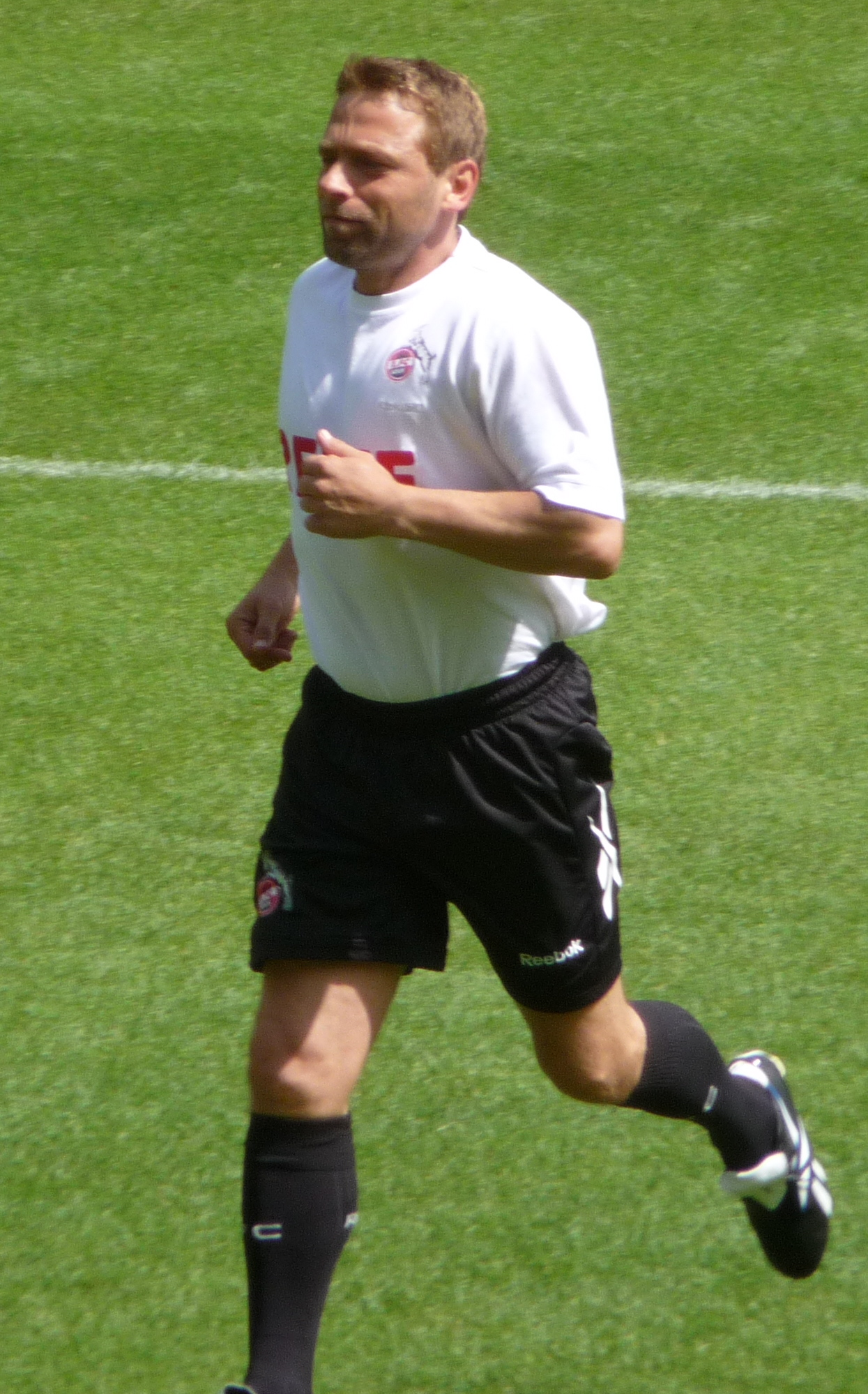
Thomas Häßler im Einsatz als Techniktrainer des 1. FC Köln (2008)

Thomas Jürgen „Icke“ Häßler (* 30. Mai 1966 in West-Berlin) ist ein deutscher Fußballtrainer und ehemaliger -spieler. Die größten Erfolge des Mittelfeldspielers waren der Weltmeistertitel 1990 und der Europameistertitel 1996.

## Spielerkarriere

### Auf Vereinsebene
Häßler, der bei Meteor 06 Berlin mit dem Fußballspielen begann, wechselte 1979 zu den Reinickendorfer Füchsen und 1984 zum 1. FC Köln. Für die Rheinländer hatte er 149 Spiele (17 Tore) absolviert, ehe er nach der WM 1990 in Italien für eine Ablösesumme von 15 Millionen Mark von Juventus Turin verpflichtet wurde. Nach nur einem Jahr wechselte er dann für umgerechnet 14 Millionen Mark in die italienische Hauptstadt zur AS Rom.
1994 kehrte er für eine Ablösesumme von sieben Millionen Mark wieder zurück in die Bundesliga zum Karlsruher SC und wurde damit zum Rekordzugang des KSC. 1998 stieg er mit dem Verein jedoch ab.
Nach 118 Spielen und 28 Toren für den KSC wechselte Häßler zu Borussia Dortmund. Dort blieb für ihn meist nur ein Platz auf der Ersatzbank, da seine Position bereits mit Andreas Möller besetzt war und er sich mit dem damaligen Dortmunder Trainer Michael Skibbe überwarf.
Ab 1999 spielte er für den TSV 1860 München. Mit Häßler belegten die Münchner in der Bundesligasaison 1999/2000 den vierten Platz, scheiterten aber anschließend in der Qualifikation zur Champions League. In 115 Ligaspielen für 1860 München erzielte Häßler 21 Tore und bereitete 32 weitere vor. 2003 wurde sein Vertrag aus Kostengründen nicht verlängert.
Im August 2003 unterschrieb Häßler einen Vertrag beim SV Austria Salzburg in Österreich. Er beendete seine Karriere als aktiver Fußballer am 22. August 2005 mit einem Abschiedsspiel in Köln. In einem All-Star-Team spielten unter anderem Toni Schumacher, Jürgen Kohler, Hans-Peter Lehnhoff, Lothar Matthäus, Thomas Berthold und Birgit Prinz. In seiner Bundesligazeit brachte es Häßler auf 400 Einsätze und erzielte dabei 68 Tore.

### Nationalmannschaft
1987 nahm er mit der Bundeswehr-Nationalmannschaft an der Militär-WM in Italien teil und belegte den zweiten Rang. In der deutschen Nationalmannschaft spielte Häßler zwischen August 1988 und Juni 2000 101-mal und erzielte dabei elf Tore.
Sein wohl wichtigstes Tor erzielte er am 15. November 1989 in der Qualifikation zur WM 1990 zum 2:1 gegen Wales im Müngersdorfer Stadion. Dieses Tor ebnete den Weg zur Teilnahme an der WM und ermöglichte der Nationalmannschaft so den Weltmeistertitel; auch im Finale in Rom kam er über die volle Spielzeit zum Einsatz.
Wegen seiner Leistungen bei der EM 1992 wurde Häßler zu Deutschlands Fußballer des Jahres gewählt. 1996 kam er beim EM-Triumph Deutschlands in allen sechs Spielen zum Einsatz.
Auch bei der WM 1994 kam Thomas Häßler zum Einsatz. Für Aufsehen sorgte dort vor allem eine Szene im Viertelfinale, als Häßler gegen den bulgarischen Offensivspieler Yordan Letchkov ein Flugkopfballduell verlor, was zum 2:1-Siegtreffer für Bulgarien führte und das Turnieraus der Deutschen bedeutete. Das Foto dieser Szene hat heute, nicht zuletzt aufgrund des deutlichen Größenunterschiedes der beiden Spieler, bisweilen Kultstatus.
Häßler gehört mit 101 absolvierten Länderspielen zu den wenigen Spielern, die 100 oder mehr Partien für den DFB bestritten haben. Zusammen mit Jürgen Klinsmann war er deutscher Rekordspieler bei Europameisterschaften (je 13 Spiele), bis ihn Philipp Lahm bei der EM 2012 mit 14 Spielen übertraf (mittlerweile hat diesen DFB-Rekord Bastian Schweinsteiger inne mit 18 Einsätzen bei Fußball-Europameisterschaften).

## Trainerkarriere
Von Oktober 2006 bis Oktober 2009 war Häßler Techniktrainer der Profimannschaft des 1. FC Köln, danach war er im Jugendbereich des Vereins tätig. Von Februar bis November 2007 war er zudem Assistenztrainer von Berti Vogts in der nigerianischen Nationalmannschaft. Nach dem Weggang von Ümit Özat als Techniktrainer des 1. FC Köln kehrte Häßler im Februar 2010 in dieser Funktion wieder auf den Trainingsplatz der FC-Profis zurück. Mit der Verpflichtung von Ståle Solbakken wurde das Vertragsverhältnis zum Ende der Saison 2010/11 beendet.
Am 5. Juni 2014 unterschrieb Häßler einen Einjahresvertrag bei Padideh Mashhad in der Iranian Pro League als Assistenztrainer von Alireza Marzban. Pressemeldungen, nach denen er ab Mai 2015 Nationaltrainer des Libanon werden sollte, erwiesen sich als falsch.
Im Februar 2016 unterschrieb Häßler einen Vertrag als Cheftrainer des Club Italia 80 in Berlin bis zum 30. Juni 2018. Er übernahm den Verein der Berliner Bezirksliga (Staffel 1) zur Saison 2016/17 und schaffte sofort den Aufstieg in die siebtklassige Fußball-Landesliga Berlin. Ab 2018 hieß der Club Italia 80 Berlin United. In der Saison 2018/19 gelang Häßler mit Berlin United der Aufstieg in die Berlin-Liga, direkt danach trennte sich der Klub von Häßler. Zur Saison 2019/20 übernahm Häßler das Traineramt beim Berliner Landesligisten BFC Preussen. Mit den Preussen stieg Häßler zur Saison 2022/23 in die Berlin-Liga auf, musste sein Traineramt jedoch nach Saisonstart Ende August 2022 aus gesundheitlichen Gründen bis auf Weiteres ruhen lassen. Nach kurzer Auszeit wurde er im Februar 2023 sportlicher Berater beim BFC.
Anfang Juli 2024 übernahm er den Trainerposten beim Berliner Bezirksligisten FC Spandau 06.

## Sonstiges
Aufgrund der häufigen Verwendung des Wortes Icke, Berliner Dialekt für ich, erhielt Häßler beim 1. FC Köln von Pierre Littbarski den Spitznamen Icke.
Seine Ehe sorgte für Schlagzeilen, als Vereinsmanager Edgar Geenen bei 1860 München entlassen wurde, da dieser ein Verhältnis mit Häßlers Ehefrau Angela hatte. Thomas und Angela Häßler, die drei gemeinsame Kinder haben, trennten sich Ende 1999.
Andreas Häßler, der ältere Bruder, der ebenfalls Profifußballer werden wollte, starb 1980 im Alter von 17 Jahren an Leukämie. Sein jüngerer Bruder Sascha spielte beim 1. FC Köln im Amateurbereich.
Häßler war zusammen mit Mario Lehmann und Magnus Söderkvist 1996 Mitbegründer des inzwischen geschlossenen Münchener Musiklabels „MTM Music“.
Zeitweise gehörte er auch dem Kuratorium der Stiftung Jugendfußball an, die im Jahr 2000 von Jürgen Klinsmann, weiteren Nationalspielern sowie den Dozenten des Fußballlehrer-Sonderlehrgangs gegründet wurde.
Darüber hinaus ist Häßler Berater der Kölner Sport Humanagement GmbH.
Im Februar 2016 nahm Häßler mit anderen ehemaligen Sportlern an der Show Ewige Helden des Fernsehsenders VOX teil; er schied als erster aus. Ab März 2016 war er Promi-Kandidat bei der RTL-Show Let’s Dance. Zusammen mit seiner Tanzpartnerin Regina Luca schied er nach der fünften Runde aus. Während der Fußball-Europameisterschaft 2016 machte Thomas Häßler bei der Aktion „SWR1 Mein Europameister“ mit. Im Januar 2017 nahm er an der 11. Staffel Ich bin ein Star – Holt mich hier raus! teil und belegte den vierten Platz.
Ab Juli 2019 war Thomas Häßler als Trainer für den Berliner Fußballclub BFC Preußen tätig. Diese Tätigkeit musste er im August 2022 bis auf Weiteres aufgegeben, als bekannt wurde, dass Häßler an einer bis dahin ungeklärten Erkrankung leide, die mit Nackenschmerzen, Tinnitus und Gedächtnisverlust einher gehe.

## Erfolge
Als Nationalspieler
- Vize-Militärweltmeister: 1987
- Olympische Spiele 1988: Bronzemedaille
- Weltmeister: 1990
- Vize-Europameister: 1992
- Europameister: 1996

Mit dem Verein
- Deutscher Vize-Meister: 1988/89, 1989/90
- UEFA-Pokal-Finalist: 1985/86
- UEFA Intertoto Cup: 1996
- DFB-Pokal-Finalist: 1995/96
- Coppa-Italia-Finalist: 1992/93

Persönliche Auszeichnungen
- Deutschlands Fußballer des Jahres: 1989, 1992
- Dritter bei der Wahl zum FIFA-Weltfußballer des Jahres: 1992
- Berufung in das All-Star-Team der EM 1992
- Einstufung als Weltklasse in der Rangliste des deutschen Fußballs: Winter 1988/89, Winter 1990/91, Sommer 1992, Winter 1996/97
- DFB-Pokal-Torschützenkönig 1996
- Träger des Silbernen Lorbeerblattes
- Kicker-Idol des Jahres: 1988
- Kicker-Mittelfeldspieler des Jahres: 1988, 1989